# Ophion fomentator
Ophion fomentator är en stekelart som först beskrevs av Carl von Linné 1767.  Ophion fomentator ingår i släktet Ophion och familjen brokparasitsteklar. Inga underarter finns listade i Catalogue of Life.